# 9897 Malerba
9897 Malerba è un asteroide della fascia principale. Scoperto nel 1996, presenta un'orbita caratterizzata da un semiasse maggiore pari a 2,2228502 UA e da un'eccentricità di 0,2020001, inclinata di 6,37148° rispetto all'eclittica.
L'asteroide è dedicato al primo astronauta italiano, Franco Malerba.